# Valentín Pereyra
Valentín Lautaro Pereyra (Paraná, Entre Ríos, Argentina; 18 de abril de 2002) es un futbolista argentino que juega de mediocampista ofensivo y su equipo actual es Patronato de la Primera Nacional.

## Trayectoria
Se formó en las inferiores de Talleres, llegando incluso a jugar en la reserva seis partidos. En 2021 vuelve a su ciudad natal para probarse en Patronato con el entonces DT Iván Delfino.
El 20 de febrero de 2022 debuta en la primera del patrón en el empate 0 a 0 ante Talleres de Córdoba por la Copa de la Liga Profesional 2022, jugando 14 minutos. El 15 de marzo del mismo año firma su primer contrato profesional con "el patrón".
Formó parte del plantel que ganó la Copa Argentina 2022.

## Clubes
| Club      | País      | Año           | PJ | Goles |
| --------- | --------- | ------------- | -- | ----- |
| Patronato | Argentina | 2022-presente | 4  | 0     |

## Palmarés

### Torneos nacionales
| Título         | Club      | País      | Año  |
| -------------- | --------- | --------- | ---- |
| Copa Argentina | Patronato | Argentina | 2022 |